# Tadenje
Tadenje (Servisch cyrillisch Тадење) is een plaats in de Servische gemeente Kraljevo. De plaats telt 81 inwoners (2002).